# Heggedal (stacja kolejowa)
Heggedal – stacja kolejowa w Heggedal, w regionie Akershus w Norwegii, jest oddalona od Oslo Sentralstasjon o 29,34 km. Leży na wysokości 99,2 m n.p.m. Na linii od 1973 r., po oddaniu do użytku tunelu Lieråsen.

## Ruch pasażerski
Należy do linii Spikkestadlinjen. Jest elementem - kolei aglomeracyjnej w Oslo - w systemie SKM ma numer 550. Obsługuje lokalny ruch między Spikkestad, Oslo i Lillestrøm. Pociągi odjeżdżają co pół godziny.

## Obsługa pasażerów
Wiata, poczekalnia, automat biletowy, parking na 129 miejsc, parking rowerowy, kiosk, kawiarnia, postój taksówek, przystanek autobusowy, przejście nad peronami, dwie windy. Odprawa podróżnych odbywa się w pociągu.